# Шведская королевская академия свободных искусств
Шведская королевская академия свободных искусств (швед. Kungliga Akademien för de fria konsterna) — шведское художественное общество в Стокгольме, одна из Шведских королевских академий.

## История
Академия была основана в 1735 году Карлом Густавом Тессином и архитектором Карлом Хорлеманом под названием Королевская академия рисования (швед. Kongl. ritakademien). Кроме прочих, в число основных предметов обучения входило рисование обнажённой натуры.
В 1768 году состоялось первое заседание членов академии под руководством архитектора Карла Фредрика Аделькранца. В 1773 году, по указу короля Густава III, пишется её первый устав, образцом для которого стала парижская Королевская академия. Кроме рисунка, здесь стали преподавать архитектуру, анатомию, черчение, историю искусств и художественную перспективу, в результате чего первоначально небольшая Академия рисунка разрослась и превратилась в Королевскую академию живописи и скульптуры (швед. Kongl. målare- och bildhuggareakademien).
Своего расцвета Академия достигла в конце XVIII века, когда в ней преподавали ряд знаменитых художников (например, Юхан Тобиас Сергель). В 1810 году она получила своё нынешнее название. С 1870 года Академия находится в своём нынешнем здании, по адресу Фредсгатан 12 (Fredsgatan 12) в стокгольмском районе Норрмальм.
Первой женщиной, избранной в число академиков, стала в 1773 году Ульрика Паш. С 1864 года в Королевскую академию принимаются и женщины, среди них была Анна Нордландер. В конце XIX века некоторые молодые шведские художники, в том числе Карл Ларссон и Эрнст Юсефсон, а также ещё 82 «академика», безуспешно пытались реформировать устаревшую систему образования в Академии. После открытия в 1876 году в Стокгольме Королевской высшей технической школы обучение будущих архитекторов было передано из Академии туда.
В 1978 году из состава Академии выделилась в самостоятельное учебное заведение Королевская высшая художественная школа, где в настоящее время происходит обучение молодых художников, и с 1995 года она находится в отдельном здании, вместе со своими учебными и выставочными залами и мастерскими.
Королевская академия свободных искусств является владельцем большого собрания художественных ценностей, собранных начиная с 1735 года, которое включает в себя коллекцию картин и скульптуры, а также собрание античных памятников искусства. Академия владеет обширными библиотекой и архивами.